# Fonds d'intervention régional
Le fonds d'intervention régional (FIR) est un outil de financement d'actions, expérimentations et structures dans le champ de la santé et le champ médico-social. Il est à la main des Agences régionales de santé (ARS). 
Les crédits des 18 fonds d'intervention régionaux des 18 ARS proviennent de l'Assurance maladie ainsi que, dans une moindre mesure, de la Caisse nationale de solidarité pour l'autonomie et de l'Etat. La partie correspondant à la dotation de l'assurance maladie fait l'objet d'un sous-objectif de l'ONDAM (objectif national de dépenses d'assurance maladie) voté en Loi de financement de la Sécurité sociale (LFSS). 
Les crédits du FIR sont répartis entre les ARS par arrêtés interministériels. 

## Histoire et missions du FIR

### Création et objectif
Le FIR a été créé par la LFSS pour 2012 afin de doter les ARS d'un nouvel outil financier qui leur permette de renforcer leur capacité d'intervention. Il s'agissait alors de recréer des marges d'actions régionales pour mettre en œuvre leur stratégie régionale de santé. Par rapport aux outils financiers antérieurs, le Fonds d'intervention régional représente une plus grande souplesse de gestion. Sa création marque la passage d'une logique de moyens et de financement fléchés à une logique d'objectifs et de résultats. 
Crédits délégués au Fonds d'intervention régional depuis sa création en 2012, en millions d'euros : 
|                                        | 2012 | 2013 | 2014 | 2015 | 2016 | 2017 | 2018 | 2019 | 2020 | 2021 |
| Assurance maladie                      | 1155 | 2956 | 3045 | 3015 | 2996 | 3240 | 3332 | 3511 | 3905 | 3818 |
| dont crédits prévention (L 1435-9 CSP) |      | 76   | 126  | 133  |      |      |      |      |      |      |
| Etat                                   | 173  | 137  | 121  | 123  | 132  |      |      | 7    | 15   | 8    |
| CNSA                                   |      | 77   | 86   | 101  | 115  | 127  | 131  | 154  | 169  | 168  |
| FNPEIS                                 |      |      |      |      |      | 3    | 3    |      |      |      |
| Fonds de lutte contre les addictions   |      |      |      |      |      |      | 29   | 32   | 32   | 32   |
| TOTAL                                  | 1328 | 3170 | 3252 | 3239 | 3243 | 3370 | 3495 | 3804 | 4121 | 4026 |

Le FIR est réparti entre les 18 ARS selon leurs besoins, leur population, et les expérimentations qu'elles mènent. 
Le FIR constitue l'un des sous-objectifs de l'ONDAM dont il représente près de 2%.    

### Missions du FIR
Les actions et dispositifs financés par le FIR doivent s'inscrire dans l'une des cinq missions suivantes : 
Mission 1 : La promotion de la santé et la prévention des maladies, des traumatismes, du handicap et de la perte d’autonomie
Mission 2 : L’organisation et la promotion de parcours de santé coordonnés ainsi que la qualité et la sécurité de l’offre sanitaire
Mission 3 : La permanence des soins et la répartition des professionnels de santé et des structures de santé sur le territoire
Mission 4 : L’efficience des structures sanitaires et médico-sociales et l’amélioration des conditions de travail de leurs personnels
Mission 5 : Le développement de la démocratie sanitaire
Parmi les nombreux dispositifs financés sur le FIR, les plus importants en termes de montants sont les suivants : 
- Les centres gratuits d'information, de dépistage et de diagnostic (CeGIDD) qui assurent l'information et le dépistage gratuit du VIH, des hépatites virales et des infections sexuellement transmissibles
- L'éducation thérapeutique du patient (ETP), ensemble d'actions qui visent à aider les patients à acquérir ou maintenir les compétences dont ils ont besoin pour gérer au mieux leur vie avec une maladie chronique
- Les consultations mémoire
- Les dépistages organisés des cancers du sein, colorectal et du col de l'utérus
- Les équipes mobiles de gériatrie[2] et de soins palliatifs qui interviennent dans les services hospitaliers ou hors des établissements de santé
- Les dispositifs d'appui à la coordination[3], notamment les réseaux de santé et les plateformes territoriales d'appui à la coordination des parcours de soins
- Le déploiement de la télémédecine
- Les maisons des adolescents
- Les centres périnataux de proximité
- La permanence des soins en établissements de santé[4]
- La permanence des soins ambulatoires[5]
- L'accompagnement des investissements des établissements de santé

Chaque année, les orientations nationales relatives au FIR sont déterminées par circulaire, suivant les priorité de la Stratégie Nationale de Santé (SNS).

### L'utilisation du FIR en réponse à la crise de la Covid 19
Le Fonds d'intervention régional a été un outil essentiel de la réponse des Agences régionales de santé à la crise sanitaire de la Covid 19. 
En 2020, il a notamment permis de financer des centres COVID et des opérations de dépistage, la mise en place de plateformes téléphoniques, des actions de contact tracking et l'achat par les ARS d'équipements de protection individuelle et de masques.  
En 2021, le FIR a accompagné le déploiement de la compagne de vaccination et de la stratégie Tester-Alerter-Protéger par les ARS.    

## Gouvernance et principes d'utilisation

### Fongibilité des crédits
Les crédits du Fonds d'intervention régional attribués à chaque ARS sont fongibles, les ARS peuvent les employer librement, dans le cadre des missions du FIR. Les ARS ont la possibilité de s’écarter de l’utilisation historique des crédits pour les redéployer au profit de l’amplification du financement de dispositifs existant, de l’accompagnement d’initiatives ou innovations régionales, ou de réponses à des situations d’urgence.
Cette fongibilité est limitée juridiquement, à l'article L1435-9 du Code de la santé publique, par le mécanisme de protection des enveloppes de crédits « prévention » et « médico-social » et par la sanctuarisation par la loi de crédits dévolus à certains dispositifs. Elle est également limitée, à la marge, du fait du besoin de mobilisation du FIR au profit de dispositifs dont le niveau de financement est fixé au niveau national (par exemple dans le cas des appels à projets pilotés au niveau national).

### Gouvernance
Le Conseil national de pilotage (CNP) des ARS, instance de pilotage des ARS au niveau national, définit les orientations données aux ARS pour l’utilisation du fonds, émet un avis sur la répartition des crédits entre régions définie par arrêté interministériel, est chargé du contrôle et du suivi de la gestion du fonds et arrête le bilan annuel du FIR.
Le Secrétariat général des ministères chargés des affaires sociales (SGMCAS) coordonne, en lien avec l’ensemble des directions du ministère et la Caisse nationale de solidarité et de l’autonomie (CNSA), le pilotage opérationnel du FIR. 
Depuis le 1er janvier 2016, les ARS assurent la gestion budgétaire et comptable du FIR au niveau régional au travers d’un budget annexe, dans le cadre du décret n° 2012-1246 du 7 novembre 2012 relatif à la gestion budgétaire et comptable publique. Les budgets annexes sont soumis à l’approbation de leur conseil de surveillance respectif.  

## Le cadre réglementaire
- Article 65 - LOI n° 2011-1906 du 21 décembre 2011 de financement de la sécurité sociale pour 2012[8]
- Articles du Code de la Santé Publique  : L1435-8 à L1435-11 et R1435-16 à R1435-36